# شباب قسنطينة
النادي الرياضي القسنطيني المعروف سابقًا باسم شباب قسنطينة وهو عميد الأندية الجزائرية وهو ناد جزائري لكرة القدم مقره في قسنطينة في الجزائر.تأسس في 26 جوان1898 وألوانه هي الأخضر والأسود. وهو يلعب حاليًا في الرابطة الجزائرية المحترفة الأولى. الملعب الرسمي للفريق هو ملعب محمد حملاوي الذي يتسع لـ 40 ألف متفرج.
تاريخ النادي حافل بالأحداث وقد مرّ بالعديد من المشاكل الإدارية التي يتجاوزها كل مرة. لنادي الرياضي القسنطيني تنافس تاريخي مع عدة فرق من الشرق الجزائري خاصة مولودية قسنطينة التي تعد الطرف الثاني في داربي قسنطينة الكبير.

## الألقاب والإنجازات
الرابطة الجزائرية المحترفة الأولى
- البطل (2): 1996-97، 2017-18.[4]
- الوصيف (2): 1970-71. 2022-23

الرابطة المحترفة الجزائرية الثانية
- البطل (1): 2010-11.[5]

كأس السوبر الجزائري
- الوصيف (1): 2018.[6]

## تاريخ
يُعتقد أن نادي شباب قسنطينة هو أول فريق أسسه الفرنسيون في إفريقيا ويقال أنه تأسس من قبل مجموعة من سكان مدينة قسنطينة.[بحاجة لمصدر] كانت بداية النادي جمعيّة رياضيّة إسلامية أسست لمقاومة الإستعمار الفرنسي بالجزائر، وقد عرف غداة تأسيسه بجمعية إقبال.

### جمعية إقبال (1898-1914)
بعد سقوط مدينة قسنطينة عام 1837م في يد المستعمر الفرنسي، ظلت الحركة السياسية نشطة بشكل خفي بفضل بعض الشباب الذي رأوا ضرورة إنشاء جمعية رياضية إسلامية تكون غطاء لنشاطاتهم السياسية، فاجتمعوا بشكل سري عام 1898 وأعلنوا إنشاء جمعية رياضية باسم (إقبال) واختاروا ألوان الفريق بالأخضر والأسود لاعتبارات دينية وسياسية، استمرت جمعية إقبال في أداء لقاءاتها الكروية في إطار ودي حتى سنة 1914 عندما اندلعت الحرب العالمية الاولى، إذ قامت السلطات الفرنسية بالتجنيد الإجباري لكافة أعضاء ومؤسسي جمعية "إقبال" وأرسلتهم إلى جبهات القتال فلقي العشرات منهم حتفهم فتوقفت المسيرة تماما طيلة سنوات الحرب العالمية.

### النجم الإسلامي القسنطيني (1916- 1918)
أسس من تبقى من أعضاء "إقبال" ناد رياضي جديد يكون امتدادا للجمعية الأولى مع المحافظة على نفس الألوان (الأخضر والأسود) ونفس الأهداف فتم إنشاء نادي النجم المسلم القسنطيني سنة 1917م لكن النادي لم يعمر طويلا رغم نهاية الحرب العالمية الاولى وتوقيع الهدنة في 11 نوفمبر 1918.
تمكن نادي النجم الإسلامي القسنطيني بالرغم من مسيرته القصيرة من الفوز بكأس شمال إفريقيا بعد تأهله الى الدور النهائي من منافسة كأس الجزائر إذ فاز فيها على فريق النجم الأحمر الجزائر بنتيجة (2-1)، ثم انتقل إلى العاصمة التونسية للمنافسة على لقب كأس شمال إفريقيا في المبارة التي أقيمت على ملعب الشاذلي زويتن حاليا، وفاز فيها النجم الإسلامي القسنطيني بنتيجة (4-2) أمام فريق فرنسي يمثل العاصمة التونسية، وبعد هذا الفوز وازدياد شعبية النادي خشيت السلطات الفرنسية من زيادة نشاطه السياسي فقامت بحله في نهاية سنة 1918م وكان الركود هذه المرة طويلا إذ امتد ثماني سنوات كاملة.

### النادي الرياضي القسنطيني 1926 م
في 26 يونيو 1926 تأسس النادي الرياضي القسنطيني ومن الحاضرين في اجتماع التأسيس موفق عبد الرحمان , الحكيم زرقين , محمد السعيد لفقون، بن شريف حسين، بوحيرد حاج ادريس، بلحيمر الصغير، بن باديس الزبير، بن تليس محمد، العجابي رشيد، بن عزوز خودير، بلجودي حميدة، وأسندت الرئاسة إلى الفقون محمد، واحتفظ الفريق الجديد باللونين الأسود والأخضر ليكون امتداد تاريخيا لجمعية إقبال والنجم المسلم القسنطيني.
وضعت السلطات الفرنسية شروطا عديدة للسماح بتأسيس النادي منها ضرورة وجود عضوين فرنسيين ضمن مكتبها على الأقل. لم يكن للفريق آنذلك مقر رسمي فكانت الاجتماعات تعقد في مقهى "بن العايب" أو مقهى "بن يمينة" واللذين كانا يتواجدان بما يسمى حاليا نهج العربي بن مهيدي.

### فترة 1928 م- 1939 م
واجه النادي الرياضي القسنطيني خلال هذه الفترة نادين فرنسيين على مستوى قسنطينة:
- جمعية قسنطينة الرياضية "AS Constantine" كانت تحت رئاسة هنري لونكلاد صاحب محل دالك الوقت بشارع بولحبال (بللمهدي حاليا) بوسط المدينة، هذا النادي كان متألف فقط من الأوروبين.
- الاتحاد الرياضي القسنطيني " US Constantine" كان تأسيس هذا النادي في نهاية القرن 19 من طرف اقطاعيين فرنسيين والأقدام السود، كان هذا الفريق مدعوم من طرف السلطات الفرنسية ان داك كان تحت رئاسة موريس مومي عمدة بلدة عين السمارة في تلك الفترة وصاحب معظم المناطق الزراعية المحيطة بها.كان يتألف النادي من فرنسيين مالطيين وإيطاليين حيث كانو يعيشون في حي سان جان الراقي بوسط المدينة وكان موريس الأصغر (ابن شقيق رئيس الفريق) يلعب حارس مرمى حيث ازداد صيته في تلك الفترة بالإضافة إلى لورا لويس وسط ميدان هجومي (و كان يمارس التجارة) هذان اللاعبان انتقلا إلى النادي الرياضي القسنطيني بعد أن تم إصدار مرسوم كريميو الشهير الذي ينص على دمج خمسة لاعبين من أصل أوربي على الاقل في كل النوادى الرياضية المسلمة.

معاناة النادي الرياضي القسنطيني لم تتوقف هنا فحسب بل تطورت المضايقات الفرنسية إلى حد ان رئيس البلدية ومفوض شرطة قسنطينة برفقة فرقة خاصة عرفت بالشرطة الخاصة "police spécial " في ذلك الوقت كان يأتي بصفة شبه يومية لمراقبة وثائق لاعبي النادي الرياضي القسنطيني بطريقة دقيقة استفزازية إما بملعبي فانسن "Vincent " (المنطقة الصناعية بالما "Palma" حاليا) وتوربين "Turpin "(ملعب بن عبد المالك رمضان الشهير حاليا) مما تسبب بخسارات للفريف في عدة مباريات في كل مرة يتم فها هدا الاجراء.
عقد من الزمان قبل اندلاع الثورة، وكان مقر النادي آنذاك عبارة عن إستوديو أي (غرفة واحدة ومطبخ) ب 2 شارع بودربالة حاليا.

### فترة الحرب العالمية الثانية 1939 - 1945
خلال الحرب العالمية الثانية، تم تخفيض نشاط كرة القدم في الجزائر، ليفسح المجال سنة 1942 لمجموعة من أندية أحياء التي تم انشائها بما في ذلك نادي سون سوتشي الرياضي القسطنطيني الدي مثل أرباع المدينة القديمة: نذكر على سبيل المثال: بن لمناهل، حومة الطبالة، سيدي عبد المومن، سيدي راشد، سباط بوشعيبي.الذي إندمج لاحقا في النادي الرياضي القسنطيني الذي من شأنه توسيع صفوف الفريق ليحصل على لقب نادي قسنطينة الشعبي (أولاد سيدي راشد).
خلال العام 1945 م، قبل بضعة أشهر من أحداث في 8 ماي، اقترح الفريق فكرة إنشاء رابطة جهوية لكرة القدم مسلمة لمنافسة الدوري الرياضي الذي ينظمه المستعمرون. كان من بين المروجين للفكرة: عبد الرحيم صلاح، عوابدية ساسي، الشيخ بلحاج سعيد سي شريف، المحامي الذي ترأس النادي الرياضي القسنطيني في تلك فترة.
علم بالأمر رئيس الرابطة المستعمرة ألبرت ريداس من قبل بعض المخبرين بهذه الفكرة فأبلغت محافظة الشرطة لمدينة قسنطينة التي قررت تفتيش مقر الفريق الواقع بشارع بول (حاليا شارع بودربالة). ولكن مفتش الشرطة روجي سلات برهن عن اخلاصه للنادي باعتباره كان مهاجما سابقا فيه قام ابلغ مسيري الفريق الذين أخلو المقر على الفور. وجدت الشرطة المقر مغلقا عند وصولها بعد اخلاءه من كل المسيرين واللاعبين.

### فترة حرب التحرير من ماي 1955 - 1963
بعد اندلاع حرب التحرير الوطنية أصبح النادي مجبرا وملزما بوقف جميع الأنشطة الرياضية. وبالإضافة إلى ذلك، تلقى النادي تهديدات من جميع الاطراف الاستعمارية، وخاصة الرابطة الجهوية الفرنسية لكرة القدم، مما اجبر كل من المسيرين واللاعبين وحتى الانصارعلى الالتحاق الجبال وخدمة القضية الوطنية.
استغرق جمع شمل سبع سنوات بعد الاستقلال واسترجاع السيادة الجزائرية
لكن كان هناك اجتماع في اوت 1962 بقاعة ملعب بن عبد المالك رمضان تخليدا لشهداء النادي التسعة والاربعين وكذلك إعادة هيكلة النادي والفريق مع تواجد أطفال صغار تقمصوا الوان الفريق. الجدير بالدكر هواستضافة فعاليات تأسيس الفدرالية الجزائرية لكرة القدم FAF مباشرة بعد الاستقلال بثانوية رضا حوحو (تقع على مقربة من جسر سيدي مسيد)بحضور الرئيس شرفي للCSC السيد الحاج محمد الصالح بلجودي بمعية النائب العام للفريق العريق مولودية الجزائر السيد جاود احمد.

### شهداء النادي
خلال حرب التحرير الجزائرية سجل استشهاد الكثير من الجزائريين المعدودين باسم النادي القسنطيني قدر عددهم ب 49 شهيد، حيث أطلقت أسماؤهم على شوارع قسنطينة أو على مرافقها العمومية.
- من بين الأسماء: قدور بومدوس وسليمان كركري وبلقاسم برشاش وعمر بوغابة ومسعود بوجريو وأحمد بتشين وسليمان ملاح.
- المسيرون: من ضمنهم سعيد بوعلي الملقب ب«لاموطا»’ وسليمان ملاح المدعو «رشيد» الذي تم إطلاق اسمه على جسر المصاعد وهم اثنين من مجموعة ال22 التاريخية الذين اجتمعوا بالجزائر العاصمة في يونيو 1954.

### فترة 1964-1977
حقق النادي الصعود إلى البطولة الوطنية الثانية (موسم 1965/1966) ثم البطولة الوطنية الأولى (موسم 1966/1967) رفقة زعيم الانية الجزائرية نادي شبيبة القبائل.
خلال موسم 1971/1972 نال الفريق وصافة البطولة التي توجت بها مولودية وهران، وقد منعت الاتحادية الفريق من المشاركة العربية وهدا للأسباب يجهلها العام والخاص إلى حد الآن.
14 مارس 1971 بسطيف يبقى يوم عظيم في تاريخ كرة القدم العالمية مقابلة تجمع بين شباب بلوزداد (بلكور سابقا) والنادي الرياضي القسنطيني، في اطار منافسة الكاس هده التاريخية هده شهدت الحسم بركلات الترجيح ولكن ليس مجرد ركلات ترجيح عادية حيث وصل عدد الركلات لكل فريق إلى 49 ركلة وليتم تغيير قانون الفيفا المتعلق بركلات الترجيح حيث أقصى النادي الرياضي القسنطيني الجيل الذهبي لشباب بلوزداد والدي كان يضم الأسطورة حسن لالماس (ندعو له بالشفاء) الحارس كبير محمد عبروق، سلمي وغيرهم من خيرة اللاعبين في دالك الوقت.
كان العميد في بداية السبعينات من بين أكبر مدارس الرياضة في الشرق الجزائري حيث وصل عدد الاشبال باكادمية النادي إلى 150 شبل وهو ما يعتبر بالعمل الجيد في تلك الفترِة.

### فترة الإصلاح الرياضي 1977-1989
دخلت الرياضة في الجزائر في هذه الفترة مرحلة جديدة، خصوصا بعد صدور مرسوم 23 أكتوبر 1976 الخاص بالتربية البدنية والرياضة بالإضافة إلى مرسوم 10 يوليو 1977 الشهير والذي كان نواة ما يعرف بالإصلاح الرياضي تزامنا مع صعود الفريق إلى دوري الدرجة الأولى (موسم 1976/1977).
أصبح CSC جمعية رياضية (ASP) وكان اندماجه مع شركة Sonacomeالحكومية لصناعات الميكانيكية (SNVIحاليا) وكانت معينة من قبل وزارة الشباب والرياضة في إطار مرسوم 3 أكتوبر 1976. كان الفريق أول من يستجيب على النحو الإيجابي في المستوى الوطني.
بمفعول هدا الاتفاق تغير اسم الناي ليصبح شباب ميكانيك قسنطينة ثم شباب صناعة سيرتا ليعود بعد ذلك للتسمية الاصلية في نهاية الثمانيات حيث تم الاتفاق على مواصلة رعاية الشركة إلى غاية نهاية الموسم الرياضي (1990-1991).

### القاب النادي (بطولة 1997/1996)
لقب (2017/2018) ولقب كاس شمال افريقيا صد فريق تونس الفرنسي في 1917م حيث كان نادي العلماء القسنطينيين اقوى فريق في تلك الحقبة
شاءت الاقدار ان يتوج النادي الرياضي القسنطيني بلقبه الأول والوحيد في 26 جوان 1997 الذي يعتبر تاريخا عظيما في نفوس محبي وعشاق النادي، لان هذا التاريخ يمثل بكل بساطة تسعة وتسعون عاما على انشا النادي، في ذلك اليوم لعبت مقابلة مصيرة جمعت الفريق باتحاد الجزائر ملعب عمر حمادي ببولوغين بالعاصمة وقد تقدم النادي الرياضي القسنطيني بهدف عن طريق كاوة مولود هذا الهدف الذي كان وزنه من ذهب بعد نهاية المقابلة لانه كان كفيلا بتتويج النادي باول الالقابه بعد الاستقلالال أي مند أكثر من 34 سنة وخروج جميع الناس بعاصمة الشرق الجزائري إلى الشوارع والاحياء لتعبير عن فرحتهم.حيث كانت كل من المقاهي، المنازل والطرق بللونين الأخضر والأسود،
كما ان الانصارلعبو دورا محوريا في هدا التتويج حيث سجل ملعب الشهيد حملاوي معدلات قياسية في الحضور الجماهيري كان متوسط الحضور لايقل عن 45000 منصار. ولفب 2018

### نكبة النادي كبرى 1998م
لم يشفع للناي الاحتفال بمئويته وتتويجه بلقب البطولة من دخول فترة حرجة كادت تعصف بالنادي باكمله حيث ادخل السيد بولحبيب محمد رئيس النادي في تلك الفترة لاسباب غاضمة ومجهولة لحد الساعة ليبقى النادي يتخبط في فترة فراغ رهيبة مع تزايد الصراعات الادارية، ليسقط الفريق ي نهاية الموسم إلى القسم الوطني الثاني (الرابطة الجزائرية المحترفة الثانية لكرة القدم) بعد عام فقط من التتويج باغلى الالقاب، خصوصا ان الجميع توقع تالق الفريق على الصععد لداخي والخارجي.

### بداية الالفية الثالثة
لم يكن النادي الرياضي القسنطيني محضوضا في بداية القرن الواحد والعشرين، إذ انه لعب اغلب المواسم في الرابطة الثانية في الفترة الممتدة من 2000 إلى 2011 باستثناء الصعود سنة 2004 الذي لقي تجاوبا كبيرا من طرف الأنصار الذين برهنوا على انهم من احسن الأنصار في الجزائر وعلى احقيتهم في امتلاك فريق كبير ينافس على الالقاب ليتحقق حلم الالاف من عاشقي الخضورة موسم 2010 /2011, حيث حقق الفريق الصعود في المرتبة الأولى محققا لقب الرابطة الثانية للمرة الرابعة عشرة في تاريخه طبعا هو لقب شكلي أو رمزي لا غير، وقد أدى الفريق موسم استثنائي لم يسجل سوى هزيمة واحدة امام شباب باتنة حينما سقط الفريق في ملعب 1 نوفمبر بباتنة هدف سجله المدافع لمايسي خطا في مررماه، ليكتب عهد جديد في تاريخ النادي الذي يسير على خطى ثابتة نحو الهيمنة على الكرة الجزائرية

### من أفضل مواسم النادي الرياضي القسنطيني2012-2013
بعد استقدام المدرب الفرنسي روجي لومير، دخل الفريق مرحلة جديدة حيث دخل بقوة في المنافسة حيث لم يهزم في أول سبع جولات وكذلك الأمر في مرحلة العودة حيث لم يذق طعم الهزيمة للمدة ستة عشرة اسبوعا وكان الوحيد الذي اسقط البطل وفاق سطيف في معقله بنتيجة 1-3 (الوفاق لم يضيع ولا نقطة على ارضية ميدانه مند افريل 2012م),

### موسم 2017–2018
- بعد نهاية موسم صعب مر فيه الفريق بتقلبات إدارية عديدة، انتهت بتقلد القائد السابق «طارق عرامة» منصب مدير الفريق والمسؤول الأول عنه بداية يناير 2017، هذا الأخير عين المدرب «عبد القادر عمراني» على رأس العارضة الفنية للفريق.
الرجلين حققا البقاء في الجولة قبل الأخيرة من الموسم بصعوبة بالغة إذ كان الفريق يقبع في المركز الأخير عند وصولهما.
- مع بداية الموسم الجديد واستقدامات في المستوى أبرزها هداف الفريق «محمد الأمين عبيد»، قدم الفريق مستوى قوي جداً جعله يتصدر الدوري في الجولة الخامسة، صدارة حافظوا عليها حتى نهاية الموسم، ليحقق الفريق بذلك لقبه الأول منذ 20 سنة واللقب الثاني في تاريخه.

## الألوان والشارة

### ألوان الفريق
| 1952-1953 | 1971 | 1996-1997 | 1997-1998 | 2000-2001 |

| 2003-2004 | 2012-2013 | 2013-2014 | 2015-2016 |

## المنشئات والمرافق الرياضية

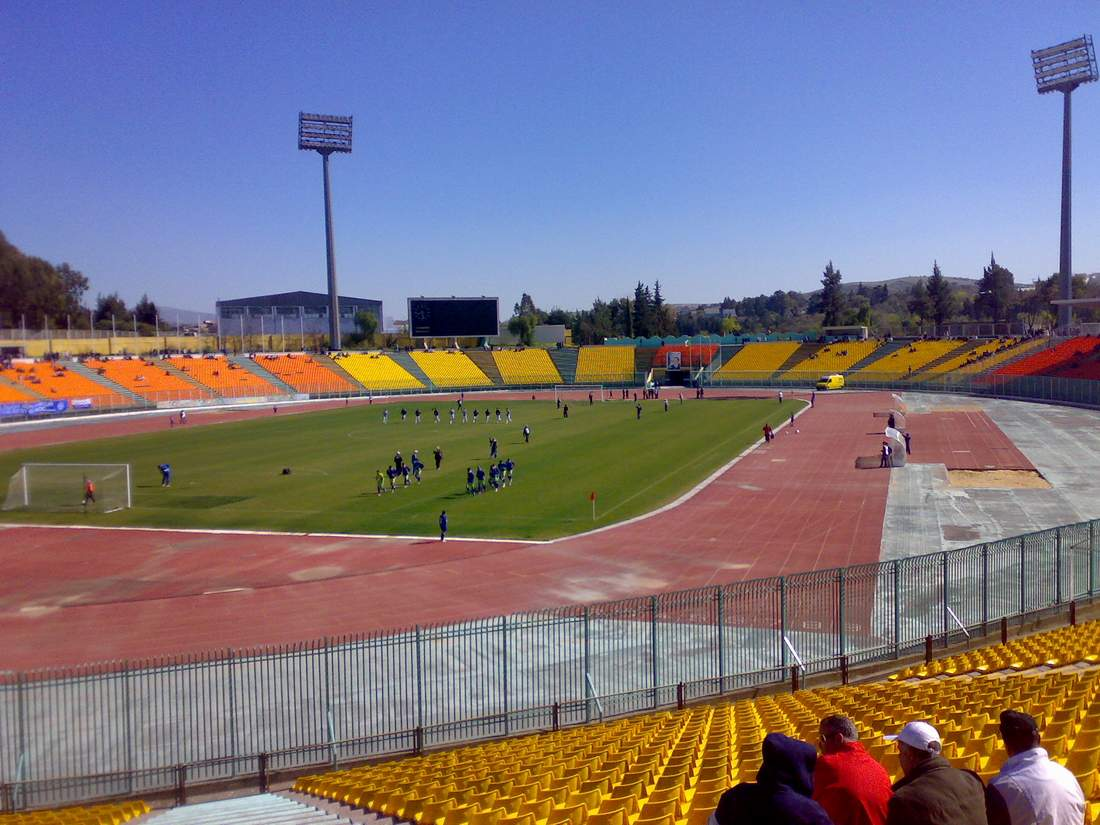

الملعب الرسمي لفريق شباب قسنطينة هو ملعب محمد حملاوي المعروف بملعب الشهيد حملاوي منذ افتتاحه في عام 1976. وكان الاسم السابق للملعب هو استاد 17 يونيو ، وقد تم تغيير اسم الاستاد في ذكرى وفاة حملاوي وهو مناضل من أجل الحرية توفي أثناءه الحرب الجزائرية. يتسع الملعب إلى 40000 شخص. خضع الملعب لبعض التجديدات في السنوات القليلة الماضية. في عام 2007 تم استيراد العشب الطبيعي من هولندا.

## وصلات خارجية
- (بالفرنسية) تاريخ الفريق